# Goalball

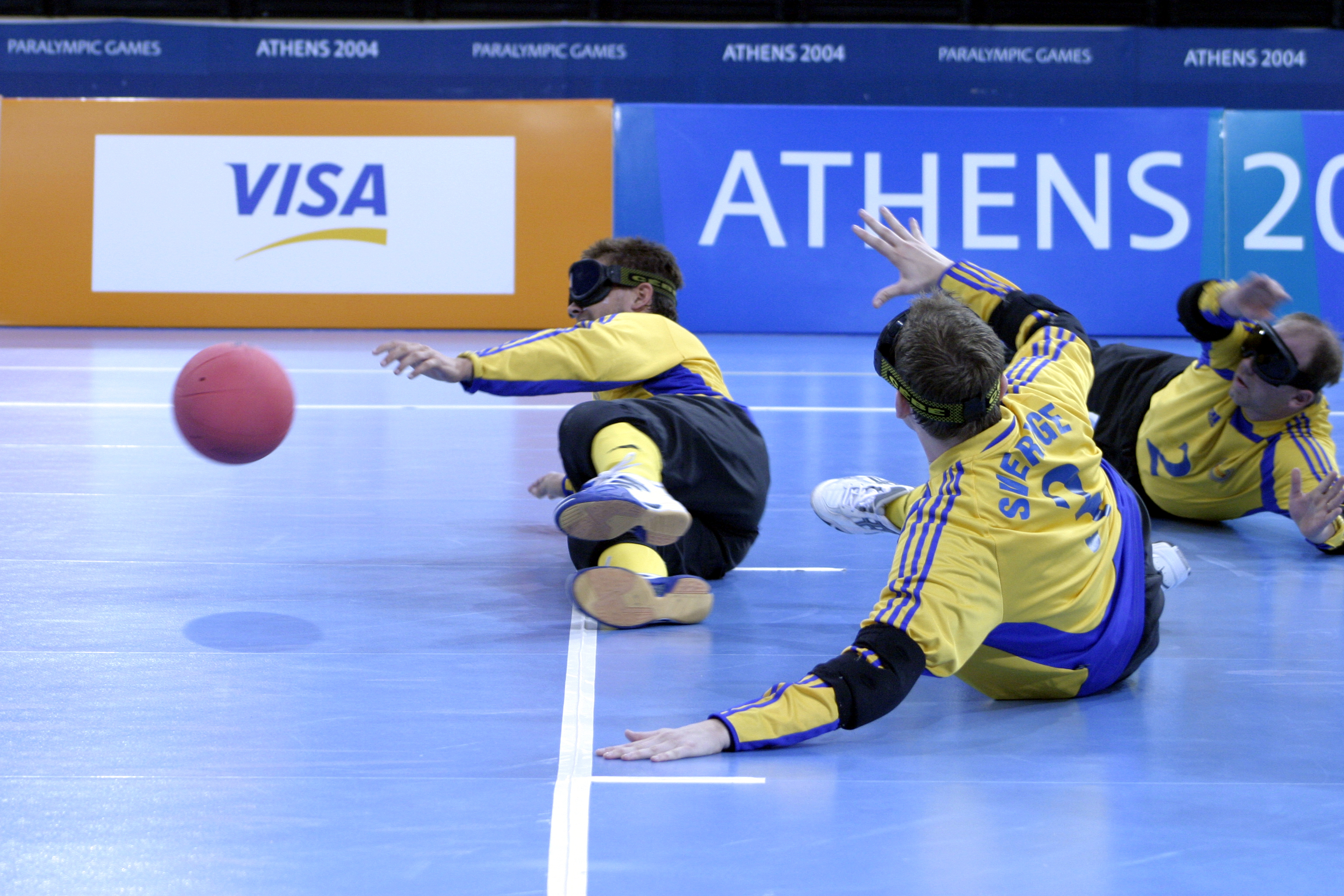
Het Zweeds goalballteam op de Paralympische Spelen van Athene in 2004

Goalball is een balsport voor mensen met een visuele handicap. Het werd in 1946 bedacht door de Oostenrijker Hanz Lorenzen en de Duitser Sepp Reindle ter ondersteuning van het herstel van blinde veteranen uit de Tweede Wereldoorlog.
Goalballspelers dragen een afgeplakte skibril, waardoor ook sporters zonder een visuele beperking deze sport kunnen beoefenen. In 1979 werd goalball in Nederland geïntroduceerd. Tijdens de Paralympics van 1976 was goalball een demonstratiesport en sinds 1980 is het onderdeel van de Paralympische Spelen.

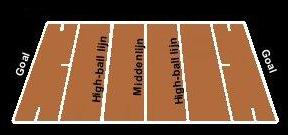
Een goalballveld is 18 m lang en 9 m breed, net zo groot als een volleybalveld. Het doel is 1,3 meter hoog en strekt zich over de volledige breedte van het veld uit.

Goalball wordt in twee helften van 12 minuten (sinds 2011, voorheen 10 minuten) gespeeld op een veld van 18 bij 9 meter. Er spelen twee teams van maximaal zes personen van wie er drie in het veld staan. Elk team is op een helft van het veld. Door een onderhandse worp wordt de rinkelbal, een 1,25 kg zware bal met een belletje erin, naar het doel van het andere team geworpen. Het doel strekt zich over de volledige breedte van het veld uit. De spelers van het andere team moeten zich op gehoor oriënteren op de bal en proberen de bal uit het doel te houden.
Beide helften van het veld zijn verdeeld in drie gebieden van elk drie meter diep. Deze gebieden zijn van buiten naar binnen: teamgebied, werpgebied en neutraal gebied. 

## Overtredingen
Bij overtredingen wordt de bal over het algemeen aan de tegenstander gegeven. Overtredingen zijn:
1. de bal werpen voordat dit is toegestaan
2. geen enkel lichaamsdeel in het teamgebied hebben, wanneer de bal wordt losgelaten
3. de bal buiten het speelveld spelen tijdens het overspelen naar een ander teamlid
4. de bal via verdediger of doellat over de middellijn teruggaat naar het gooiende team

## Strafworpen
Bij een strafworp moet één speler het doel verdedigen. Strafworpen worden toegekend wanneer
1. de bal niet tot het teamgebied van de tegenstander komt (korte bal)
2. de bal niet de grond raakt in het eigen team- of werpgebied (hoge bal)
3. de bal niet een van de twee neutrale gebieden raakt (lange bal)
4. de oogbedekking aangeraakt wordt
5. het team niet binnen 10 seconden de bal heeft teruggespeeld (tiensecondenregel)
6. een speler niet met minimaal een lichaamsdeel het teamgebied raakt tijdens het eerste verdedigende contact
7. een speler zich onsportief gedraagt
8. lawaai wordt gemaakt
9. tijdens het spel gecoacht wordt
10. het spel vertraagd wordt

## Goalball in België en Nederland
België en Nederland hebben elk een eigen jaarlijkse goalballcompetitie en een nationale ploeg. In België wordt deze competitie samen georganiseerd met de nationale competitie Torball, waarin nog meer ploegen actief zijn.

### België
In België bestaat de nationale goalballcompetitie uit 12 ploegen, ingedeeld in 2 klassen van 6 ploegen. Deze opsplitsing is gemaakt om startende ploegen de kans te geven hun spel te ontwikkelen voor ze aan de zware competitie beginnen. Dit zijn de laatste landskampioenen:
De nationale goalballploeg van België heeft de afgelopen jaren al enkele mooie resultaten neergezet. Ze spelen in de Europese A-groep goalball en namen deel aan de Paralympische Spelen in Peking 2008 en Londen 2012. Dit zijn hun resultaten:
- 2004: Europees kampioenschap C-groep in Israël: 2de plaats
- 2005 Europees kampioenschap A/B-groep: België: 9de plaats
- 2006: Europees kampioenschap B-groep: Tsjechië: 1ste plaats
- 2007: Europees kampioenschap A-groep: Turkije: 4de plaats
- 2007: IBSA World Games: Brazilië: 5de plaats (plaatsing Paralympics Peking 2008)
- 2008: Paralympische Spelen: Peking, China: 10de plaats
- 2009: Europees kampioenschap A-groep: Duitsland: 5de plaats
- 2010: Wereldkampioenschap: Sheffield, Verenigd Koninkrijk: 12de plaats
- 2011: IBSA World Games: Turkije: 4de plaats (plaatsing Paralympics Londen 2012)
- 2011: Europees kampioenschap A-groep: Denemarken: 8ste plaats
- 2012: Paralympische Spelen: Londen, Verenigd Koninkrijk: 7de plaats
- 2012: Europees kampioenschap B-groep: Ascoli Piceno, Italië: 2de plaats
- 2013: Europees kampioenschap A-groep: Konya, Turkije: 7de plaats
- 2014: Wereldkampioenschap: Espoo, Finland: 9de plaats
- 2015: IBSA World Games 2015 Seoul: 9de plaats
- 2015: Europees kampioenschap A-groep: Kaunas, Litouwen, 6de plaats
- 2017: Europees kampioenschap A-groep: Lahti, FInland: 3de plaats
- 2018: Wereldkampioenschap: Malmö, Zweden: 3de plaats (Plaatsing Paralympics Tokyo 2020)
- 2019: Europees kampioenschap A-groep: Rostock, Duitsland: 6de plaats